# Andrea Revers

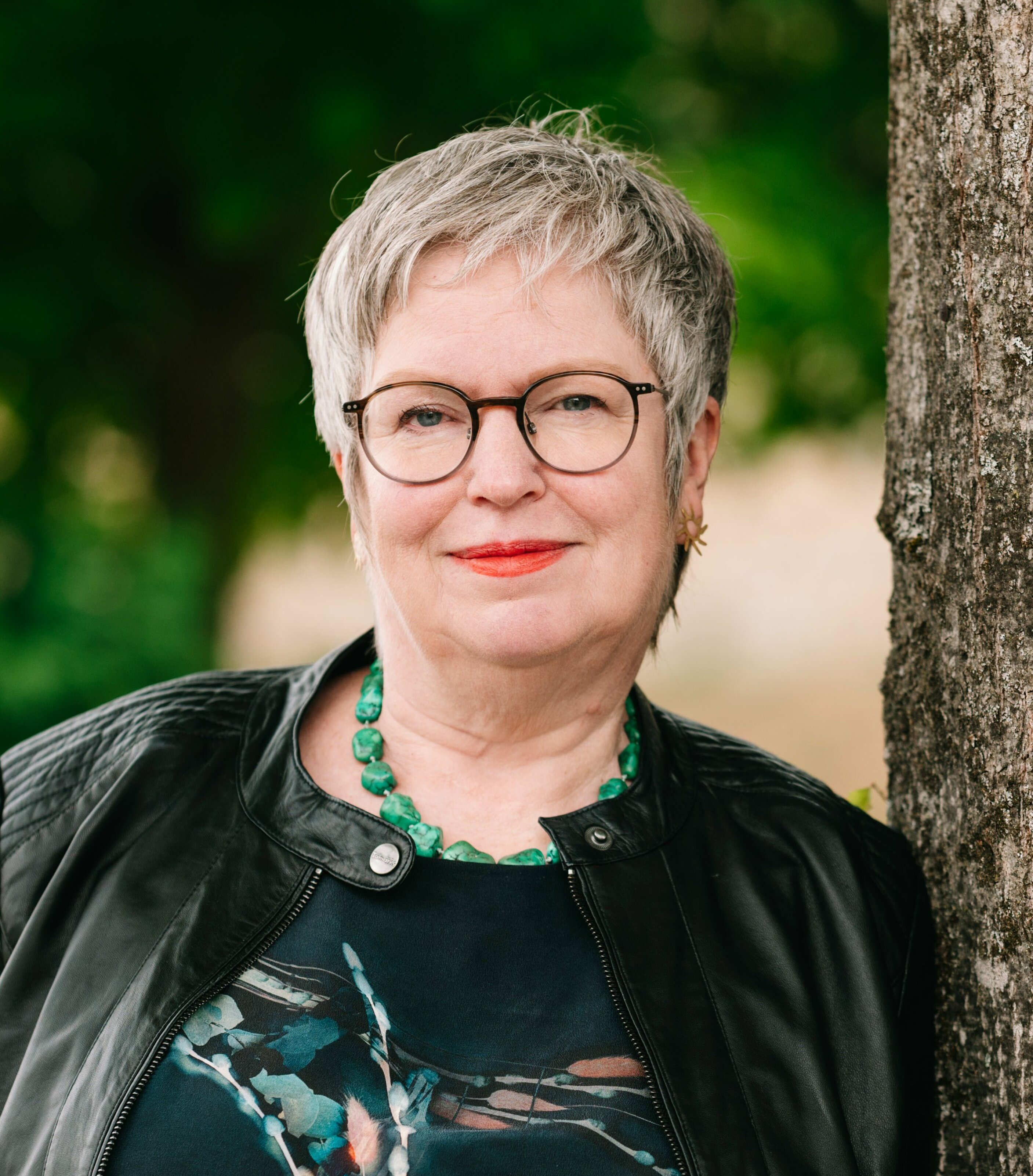
Andrea Revers, 2023. Foto: Ralf Cornesse

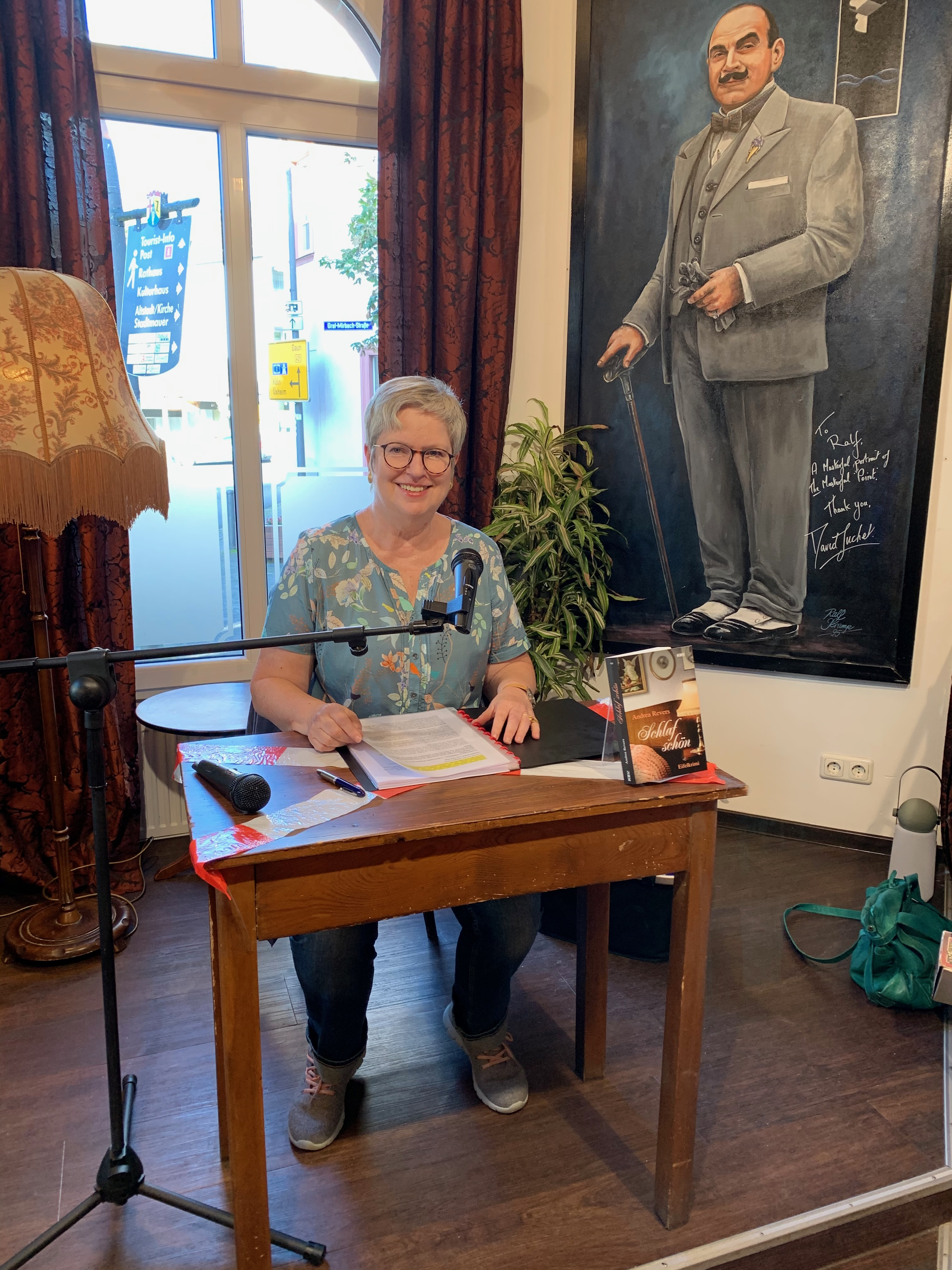
Premierenlesung in Hillesheim: Andrea Revers liest aus "Schlaf schön", September 2020

Andrea Revers (* 8. Mai 1961 in Brühl/Erftkreis) ist eine deutsche Sachbuch- und Krimiautorin.

## Leben
Andrea Revers studierte Psychologie sowie Publizistik- und Kommunikationswissenschaft. Sie absolvierte eine Ausbildung zur Journalistin und Marketing-Beraterin. Nach 22 Jahren freiberuflicher Tätigkeit als Psychologin und Coach ist sie seit 2019 nur noch schriftstellerisch tätig. Sie ist die Autorin zahlreicher psychologischer Ratgeber und schreibt seit 2009 auch Kriminalromane und -erzählungen.
Im Rahmen des Krimifestivals Tatort Eifel war Revers 2011 für den Deutschen Kurzkrimi-Preis nominiert. Sie lebt in der Eifel.
Revers ist Mitglied in den Vereinen  SYNDIKAT e. V. und Phantastik-Autoren-Netzwerk PAN e.V.

## Veröffentlichungen

### Krimis
- 2017: Revers / Weischet: Bitterböse Betthupferl – kriminelle Kurzgeschichten, Vertrieb durch Feldhaus-Verlag, ISBN 978-3-88264-624-5.
- 2020: Schlaf schön, (Frederike Suttner-Reihe, Band 1), KBV-Verlag Hillesheim, ISBN 978-3-95441-537-3.
- 2021: Komm gut heim, (Frederike Suttner-Reihe, Band 2), KBV-Verlag Hillesheim, ISBN 978-3-95441-578-6.
- 2022: Hab keine Furcht, (Frederike Suttner-Reihe, Band 3), KBV-Verlag Hillesheim, ISBN 978-3-95441-625-7.
- 2023: Lass die Vergangenheit ruhen, (Frederike Suttner-Reihe, Band 4), KBV-Verlag Hillesheim, ISBN 978-3-95441-660-8.
- 2024: Vertrau mir nicht, (Frederike Suttner-Reihe, Band 5), KBV-Verlag Hillesheim, ISBN 978-3-95441-696-7.
- 2025: Alles hat ein Ende, (Frederike Suttner-Reihe, Band 6), KBV-Verlag Hillesheim, ISBN 978-3-95441-737-7.

### Fantasy
- 2024: Seelenschwur – das Erwachen, (Band 1), Eifeler Literaturverlag Aachen, ISBN 978-3-96123-099-0.
- 2025: Seelenschwur – die Erlösung, (Band 2), Eifeler Literaturverlag Aachen, ISBN 978-3-96123-136-2.

### Wissenschaftliche Publikationen / Sachbücher
- 2004: Woran Workshops scheitern und was Moderatoren dagegen tun können, Feldhaus-Verlag, ISBN 978-3-922789-93-2.
- 2011: Wie Menschen ticken – Psychologie für Führungskräfte, Feldhaus-Verlag (4. Aufl. 2024), ISBN 978-3-86451-092-2.
- 2018: Härtl-Kasulke/Revers (Hrsg.): Lebenskunst – Anleitung zur Positiven Psychologie, Beltz Verlag, ISBN 978-3-407-36659-7.
- 2018: Revers/Streit: Positiv Führen mit Neuer Autorität, Feldhaus-Verlag (2. Aufl. 2021), ISBN 978-3-86451-069-4.
- 2018: Denkanstöße – die besten Tipps aus meiner Coachingpraxis, Feldhaus-Verlag, ISBN 978-3-86451-048-9.
- 2019: Organisation im Glück, E-Book, Bookboon, ISBN 978-87-403-2713-7.
- 2022: Glückslos – wie Sie Balance finden in schwierigen Zeiten, Tolino Media, ISBN 978-3-7546-7047-7.
- 2024: Resilienz für alle, E-Book, Bookboon, ISBN 978-87-403-4940-5.